# Luis Novaresio
Luis Esteban Novaresio (Rosario, 17 aprile 1964) è un giornalista e avvocato argentino.

## Biografia
Iniziò a lavorare nel mondo della televisione a 22 anni per Canal 3 di Rosario, sua città natale. Negli anni seguenti ha condotto diversi programmi su varie radio rosarine, oltre a scrivere per alcuni giornali come Rosario/12, Crítica de la Argentina e Perfil.
Nel 2004 ha iniziato a collaborare con il programma Hora clave su Radio 10. Su questa medesima emittente radiofonica, dal novembre 2009, ha iniziato a condurre Hoy domingo.
Dal 24 gennaio 2011 ha condotto su C5N Sensación térmica insieme a Débora Plager. Due anni più tardi è passato al canale América 24 per condurre Parte de la razón. Nello stesso periodo ha scritto per il giornale web Infobae e per il quotidiano rosarino La Capital.
Accasatosi ad América TV, ha condotto Debo decir, andato in onda sino al 2021. Sulla medesima emittente è stato colonnista del programma Desayuno americano. Nello stesso periodo ha condotto su Radio La Red Empezando el día.
Dal 2017 al 2019 ha condotto su A24 una serie di interviste chiamate Luis Novaresio Entrevista che gli sono valse due premi Tato e la nomina al Martín Fierro. Per tutto il 2020 ha condotto Animales sueltos in sostituzione di Alejandro Fantino.
Dal 23 febbraio 2022 ha lavorato su La Nación + fino al 2024. Dall'inizio del 2025 lavora nel mezzo A24, facendo il programma "Buen Dia A24" del Gruppo America.
È conosciuto per fare spesso riferimento alla sua sessualità essendo un omosessuale e riferente LGBT+ nei mass media argentini.